# A César Vallejo
A César Vallejo és una escultura dedicada a l'escriptor peruà César Vallejo, situada a la plaça del mateix nom, al barri de Can Peguera, Barcelona.
Obra de l'escultor Pedro Barrera Vega, consisteix en un bust en bronze que representa a l'escriptor, sobre un pedestal de pedra. Va ser donat el 1992, centenari del naixement de Vallejo, pel congrés de metges peruans, que van celebrar la seva primera Convenció Mundial a Barcelona.